# Покровська церква (Фастів)
Покровська церква у Фастові — дерев'яний православний храм у районному центрі Київської області місті Фастові, архітектурна пам'ятка національного значення. 
Пам'ятка вирізняється надзвичайно гармонійними пропорціями і довершеністю форм, відтак знана як один з шедеврів української дерев'яної архітектури.
Церква розташована в низинній частині міста — на лівому березі Унави.

## Опис
Фастівська дерев'яна церква Покрови — тризрубна і трибанна, що є характерним для українських дерев'яних храмів Центральної України. 
З північного заходу від церкви розташована дзвіниця — теж дерев'яна, квадратна у плані, двоярусна, увінчана шатровим дахом, що була споруджена приблизно в той самий час, що і основний храм. Ця невисока, але двоярусна дзвіниця скоріше нагадує сторожову давньоруську вежу.

## Історія
Покровська церква у Фастові була збудована в 1740 році на місці давньої занедбаної, а от зведення храмової дзвіниці сягає 1779—81 років. Згідно з переказами фастівською Покровською церквою опікувався особисто козацький полковник Семен Гурко (Палій).
У 1784 році здійснювався ремонт будівлі культової споруди. 
У 1862 році дзвіниця була відремонтована, а церква розширена: із заходу прибудований тамбур. 1902 року у фастівській Покровській церкві знову проводили відновлювальні роботи. 
За СРСР, по ІІ Світовій війні у 1975—77 роках церкву було ґрунтовно відреставровано. Зокрема, в процесі реставрації відновлені в первинному вигляді конструкції зрубів і перекриттів, навколо пам'ятки влаштовано аркаду-галерею. Куполи храму були покриті гонтом. Керував реставрацією архітектор Кіндзельський Богдан Ярославович.
У теперішній час, маючи статус історико-архітектурної пам'ятки національного значення, Покровська церква у Фастові є діючим храмом.
До травня місяця 2022 року тут служба проводилась священниками УПЦ МП.
Але, 29 травня 2022 року загальними зборами членів релігійної громади було змінено підлеглість Релігійної громади у канонічних та організаційних питаннях шляхом входу до складу релігійного об’єднання – Православної Церкви України, а також визначено, що Релігійна громада канонічно та організаційно підпорядковується Управлінню  Київської Єпархії Української Православної Церкви (Православної Церкви України) та Київській Митрополії Української Православної Церкви (Православної Церкви України), є підзвітною єпархіальним зборам та єпархіальному архієрею Київської єпархії Української Православної Церкви (Православної Церкви України).
З серпня 2022 року, настоятель храму Покрова Пресвятої Богородиці - священник Станіслав Радчук.

## Галерея

Покровська церква у Фастові (ракурс)
Вхід до церкви
Дзвіниця
Інформаційна дошка на фасаді храму
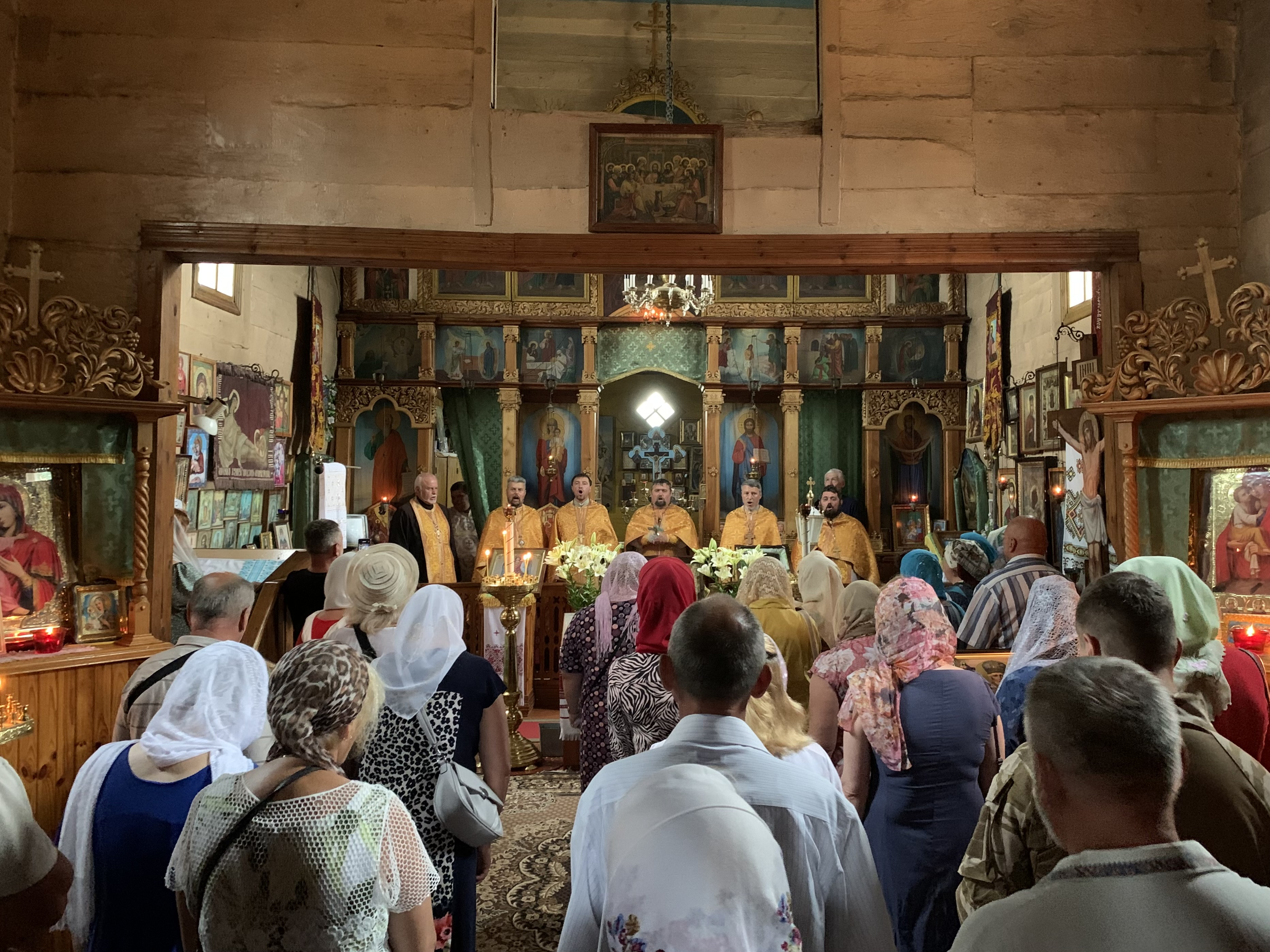
3 липня 2022 року

## Виноски
1. ↑  Покровська церква, 1779—1781 р.р. [Архівовано 27 вересня 2020 у Wayback Machine.] // Памятники градостроительства и архитектуры Украинской ССР. в 4-х томах (за ред. Жарікова Н.Л.), К.: «Будивэльнык», 1983-1986 (електронна версія), Том 1, стор. 146 (рос.)
2. ↑  Маленков Р., Година О. Дванадцять маршрутів Київщиною. К., «Грані-Т», 2008, с. 51
3. ↑  Крушинська Олена За храми спасибі шляхті та авантюристам[недоступне посилання з червня 2019] // «Газета по-Киевски» за 10 травня 2007 року (рос.)